# Mount Romulus
Mount Romulus är ett berg i Kanada.   Det ligger i provinsen Alberta, i den centrala delen av landet, 2 900 km väster om huvudstaden Ottawa. Toppen på Mount Romulus är 2 252 meter över havet.
Terrängen runt Mount Romulus är kuperad österut, men västerut är den bergig. Trakten runt Mount Romulus är nära nog obefolkad, med mindre än två invånare per kvadratkilometer.. Det finns inga samhällen i närheten. 
Trakten runt Mount Romulus består i huvudsak av gräsmarker.